# Мичуринское болото
Мичу́ринское боло́то (другое название — Каба́нье болото) — верховое болото в Калининградской области, в Краснознаменском районе, на территории Добровольского сельского поселения, в центре Мичуринского лесного массива. Длина болота более 5 км, ширина 3 км, площадь — около 1300 га. Мичуринское (Кабанье) болото было включено в список охраняемых и намеченных для охраны болот СССР.

## География
Мичуринское болото находится в северной части Шешупской озёрно-ледниковой равнины, в 3 км юго-восточнее Краснознаменска. Представляет собой торфяную залежь мощностью до 5 м, верхние слои которой слабо разложившиеся верховые сфагновые торфа, а нижние слои — сильно разложившиеся низинные торфа. Гидрологический режим изменён из-за осушительных лесотехнических работ, состояние болота близкое к естественному. Болото питает истоки реки Инструч.